# Gare de Pernes - Camblain
Gare de Pernes - Camblain vasútállomás Franciaországban, Camblain-Châtelain településen.

## Vasútvonalak
Az állomást az alábbi vasútvonalak érintik:
- Fives-Abbeville-vasútvonal

## Kapcsolódó állomások
A vasútállomáshoz az alábbi állomások vannak a legközelebb:
- Gare de Calonne-Ricouart
- Gare de Saint-Pol-sur-Ternoise